# ويل غرين
ويل غرين (بالإنجليزية: Will Green)‏ هو لاعب اتحاد الرغبي بريطاني، ولد في 25 أكتوبر 1973 في لتلهمبتون ‏ في المملكة المتحدة.

## وصلات خارجية
- ويل غرين عل موقع إسبنسكروم (الإنجليزية)
- ويل غرين على موقع ItsRugby.co.uk (الإنجليزية)